# 東海市立平洲記念館
東海市立平洲記念館（とうかいしりつへいしゅうきねんかん）は、愛知県東海市にある細井平洲の人物記念館である。

## 概要
江戸時代の儒学者で郷土の偉人である細井平洲の記念館で、1974年（昭和49年）3月に開館。館内には平州直筆の書画などを展示する「平州記念館展示室」のほか、情報コーナーの「平洲ホール」や平州が東京で開いた塾から名前をとった講義室「嚶鳴館（おうめいかん）」などがある。また、郷土資料館を併設しており、市内の遺跡から出土した考古資料のほか、民俗資料などの展示も行っている。
2005年（平成17年）7月には小説家の童門冬二が名誉館長に就任している。

## 利用案内
- 開館時間 : 9:00 - 16:30
- 入場料 : 無料
- 休館日 : 月曜日、年末年始、臨時休館日

## 交通アクセス
- らんらんバス（東海市循環バス）「平洲記念館」バス停下車すぐ。